# Martin Willi
Martin Willi (* 5. April 1964 in Brislach) ist ein Schweizer Schriftsteller, Regisseur und Schauspieler und Betriebsleiter des Eventlokals kultSCHÜÜR in Laufenburg im Schweizer Kanton Aargau.

## Werdegang
Willi begann  1990 als Schauspieler, 1995 verfasste er sein erstes Theaterstück „De Wilddieb vom Kornberg“. Seither sind über 40 verfasste, übersetzte oder neu bearbeitete Stücke wie beispielsweise Kinderstücke, gesellschaftskritische Schauspiele, Krimis, Psychothriller, Volksstücke im Bauernmilieu, Komödien erschienen. 2001 erschien zudem das Theaterbuch „Entspannen, Konzentrieren, Darstellen“.
Seit 2003 ist Willi als Leiter des theater WIWA in Laufenburg tätig. Von 2002 bis 2004 absolvierte er ein Nachdiplomstudium in Theaterpädagogik.
Im Jahre 2008 versuchte er sich als Autor mit „Abenteuer in Calgary“ an ein neues Genre, der Jugendroman war sein Erstlingswerk in der Belletristik. 2018 präsentierte er mit „Das Ende des Laufstegs“ einen Kriminalroman.
Seit 2014 ist Willi Betriebsleiter der kultSCHÜÜR Laufenburg. Daneben ist er auch als Kunstmaler tätig. In seinem Atelier stellt er vor allem abstrakte Bilder in Acryl her. Er ist Mitinitiant und Leiter des grenzüberschreitenden Kulturstipendiums der beiden Städte Laufenburg mit dem Titel „Burgschreiber(in) zu Laufenburg“.
Willi ist Mitglied im Krimi Schweiz – Verein für schweizerische Kriminalliteratur.

## Werke

### Romane
- Abenteuer in Calgary. Jugendroman. Jago-Verl. 2008. ISBN 978-3-03704-986-0
- Das Ende des Laufstegs. Kriminalroman. Münster-Verlag 2018. ISBN 978-3-907146-02-6

### Theaterstücke (Auswahl)
- Alli sind scho do. Lustspiel in einem Akt, Breuninger Verlag, Aarau 2005, OCLC 85364516
- Panik i de Rathuusgass. Komödie in zwei Akten, Breuninger Verlag, Aarau 2004, OCLC 84708117
- En verzwickte Fall. Kriminalkomödie in drei Akten, Breuninger Verlag, Aarau 2004, OCLC 84708345
- En Zuckermaa chonnt sälte allei. Lustspiel in zwei Akten, Breuninger Verlag, Aarau 2003, OCLC 85295761
- Am stille Wasser. : Volksstück in drei Akten, Breuninger Verlag, Aarau 2003, OCLC 85295750
- Hüt isch Sälbschtbedienig. Komödie in zwei Akten, Breuninger Verlag, Aarau 2003, OCLC 85295767
- Waldemar uf heisser Spuur. heiteres Kriminalstück in 5 Akten, Breuninger Verlag, Aarau 1998, OCLC 887313662